# Jos van Woerkom
Josephus Stephanus Antonius Maria (Jos) van Woerkom (Nijmegen, 8 november 1902 - Blaricum, 4 februari 1992) was een Nederlands grafisch ontwerper, artdirector en reclamemaker, actief van 1925 tot 1968, met name bij reclamebureau Delamar.
Hij was de zoon van Theodorus Johannes van Woerkom (1867-1931), koopman, en Louisa Josephina Maria Wolters (1875-1932). Van Woerkom was gehuwd met Antoinette Maria (Netty) Schram (Singkawang (Borneo), 1907 - Blaricum, 1999).

## Leven en werk
In 1920 begon Van Woerkom aan de lerarenopleiding van de Koninklijke Academie voor Beeldende Kunsten in Den Bosch en deed eindexamen in 1923. Onder zijn docenten waren Piet Slager jr. en Huib Luns. Met zijn broer Wim van Woerkom (Kon. Akademie v. B.K. in Den Bosch, 1925) startte hij een reclamebureau in Nijmegen. Toen de eigen studio niet van de grond kwam vertrok van Woerkom in 1927 naar Amsterdam om in dienst te treden als ontwerper bij Reclame en Advertentiebureau J.P. Dickhout dat later als Remaco onderdeel werd van DelaMar, het grootste reclamebedrijf van Nederland. Dickhout en Remaco waren gespecialiseerd in affiches voor buitenreclamecampagnes.
Van Woerkom tekende affiches voor onder andere AVO (Arbeid Voor Onvolwaardigen), voor klanten als KRO en NCRV en de tentoonstelling "Moeder en Kind". Vanaf 1933 werkt Van Woerkom aan de buitenreclamecampagne "Koopt Nederlandsch Fabrikaat" met affiches in rood, wit en blauw. Geïnspireerd door deze campagne ontwierp Van Woerkom affiches voor Philips die voortborduurden op het motief van de nationale driekleur. Hierin werd de kwaliteit van Philips afgezet tegen de goedkope maar kwalitatief mindere Japanse lampen die destijds op de markt kwamen.
Voor het ontwerpen en tekenen van de affiches gebruikte Van Woerkom naast tekenmaterialen een verfspuit (airbrush).
Van 1939 tot eind jaren veertig werkte Van Woerkom ook voor eigen rekening.
Tijdens de Tweede Wereldoorlog weigerde Van Woerkom te werken voor de Duitse bezetter. Er waren weinig opdrachten en hij werd gedwongen luxe kleding te verkopen. Hij vervaardigde een aantal reclameaffiches voor bedrijven zoals Bata Schoenen.
Na de oorlog bleef Van Woerkom bij DelaMar werken als artdirector, aanvankelijk ontwierp hij nog affiches zoals voor Proost Papier, Ritmeester en het Nederlands Zuivelbureau. Later ging hij advertenties maken met tekst en foto's en reclamefilms voor onder andere Douwe Egberts. Hij stopte meteen met affiches maken, "omdat hij een grote tegenstrijdigheid zag in beide reclamevormen".
Op 8 december 1967 nam hij afscheid als artdirector bij DelaMar (Intermarco).
Op 2 juni 1967 doet J. Terpstra, directeur van DelaMar N.V. (Intermarco Nederland) een aanvraag voor een koninklijke onderscheiding voor van Woerkom ter gelegenheid van zijn aanstaande pensionering. In de brief aan de Burgemeester van Blaricum, mr M. Tydeman, somt Terpstra de redenen op, waaronder zijn onderscheiden verdienste als ontwerper, zijn 40 jaar werkverband bij DelaMar, waar hij een ijverig en inspirerend voorbeeld is geweest en zijn getoonde en uitgedragen grote sociaal gevoel. Daarnaast stelt Terpstra dat "zijn gedrag in de oorlogsjaren voor velen een steun en bezieling is geweest".
Op 7 november 1967 wordt hem de Eremedaille verbonden aan de Orde van Oranje-Nassau in Goud toegekend, die op 8 december bij zijn afscheid wordt uitgereikt.

### Waardering
Volgens Pieter Scheen in het Lexicon Nederlandse beeldende kunstenaars was Van Woerkom een "belangrijk ontwerper, van o.m. uitstekende affiches". Hij kreeg in 1936 de zilveren medaille van de Residentieweek als ontwerper van het affiche voor Proost Papier.
Het affiche voor Proost papier van 1936 kreeg een nieuwe versie in 1947 en nog een in de jaren '50. Deze affiches hebben grote consistentie en subtiele verschillen.
Jos van Woerkom hanteerde een zeer herkenbare internationale stijl die werd gekarakteriseerd door eenvoudige rake tekeningen zonder overbodige details en heldere letters zonder franje. Zoals hij zelf zei: "Ik heb het affiche altijd gezien als een stem in de ruimte, een marktkoopman, een schreeuwer."